# W rytmie hip-hopu
W rytmie hip-hopu – amerykański film fabularny (dramat) z 2001 roku w reżyserii Thomasa Cartera.
Opowiada o siedemnastoletniej Sarze, która utraciła matkę w wypadku samochodowym, gdy jechała na jej występ baletowy. Po tragicznej śmierci matki przeprowadza się z miasta Illinois do Chicago, gdzie ma ojca z którym miała niezbyt dobry kontakt.
Tekst polski przeczytał Maciej Szklarz.

## Obsada
- Julia Stiles – Sara
- Sean Patrick Thomas – Derek
- Kerry Washington – Chenille
- Fredro Starr – Malakai
- Terry Kinney – Roy
- Bianca Lawson – Nikki
- Vince Green – Snookie
- Garland Whitt – Kenny
- Elisabeth Oas – Diggy
- Artel Kayàru – Arvel
- Cory Stewart – Lip
- Earl Manning – Tancerz Hip Hop
- Andrew Rothenberg – Stern Judge

## Opis fabuły
Sara mieszka z matką w małym miasteczku Illinois, Jej marzeniem jest dostać się do prestiżowej szkoły baletowej. Jednak wypadek samochodowy matki powoduje że dziewczyna zamyka się w sobie i rezygnuje z realizowania swoich planów. Po wypadku zmuszona do wyjazdu do Ojca, który mieszka w Chicago. Ich relacje nie są najlepsze. Ojciec zapisuje Sarę do szkoły, w której większość to Afroamerykanie. Na jej drodze pojawia się nowa koleżanka, która oswaja ją ze szkołą, w tym samym czasie Sara spotyka chłopaka (Derek), który ma w planach wybicie się z getta i dostanie się do college'u. Dziewczyna poznając życie w "czarnej" dzielnicy poznaje także smak muzyki której nigdy do tej pory nie znała, mianowicie rytmów hip-hopu wyciągnięta na parkiet niestety nie radzi sobie. W tym momencie Derek okazuje się wspaniałym przyjacielem i uczy dziewczynę kroków tanecznych. Ze spotkania na spotkanie między Sarą i Derekiem rozwija się uczucie, Z czasem Sara opowiada Derekowi swoją historię, chłopak radzi jej by nie obwiniała siebie za wypadek bo to nie jej wina, skłania ją do stanięcia przed komisją, przed którą już raz stała. Sara decyduje się. Przygotowania trwały miesiąc. Przez ten miesiąc niestety Sara usłyszała od swojej przyjaciółki, że wszyscy dookoła Sary i Dereka mają coś przeciw im mianowicie chodzi o to że istnieją dwa światy, Sara zna tylko jeden bo jest "milk". A czarnym jest o wiele trudniej. Dochodzi do starcia się dwóch światów Sara staje przed dylematem, być z Derekiem czy nie. Decyduje się na odpoczynek i koncentruje na przygotowywaniu się do przesłuchania. W dzień przed wielkim dniem, ojciec pokazuje pokój Sary który dla niej wyremontował, dziewczyna wyznaje, że ojca nie nienawidzi, lecz po prostu bardzo tęskni za matką. W dniu przesłuchania Sara jest bardzo przejęta, chciałaby żeby był z nią Derek, chłopak pojawia się w momencie kiedy Sara potyka się i zastanawia się czy nie zrezygnować. Chłopak podnosi ją na duchu, dziewczyna tańczy jak natchniona, spełniła swoje marzenie, dostała się do wymarzonej szkoły.

## Nagrody
2001
Sean Patrick Thomas otrzymuje Nagrodę Główną MTV Movie Awards za najlepszy pocałunek
Julia Stiles otrzymuje Nagrodę Główną MTV Movie Awards za najlepszy pocałunek
Julia Stiles otrzymuje nominację MTV Movie Awards jako najlepsza aktorka
2002
Kerry Washington otrzymuje nominację do Brązowej Statuetki Leliwity za najlepszą aktorkę drugoplanową